# والخوو
والخوو (به لاتین: Valchov) یک منطقهٔ مسکونی در جمهوری چک است که در شهرستان بلانسکو واقع شده‌است. والخوو ۳٫۷۲ کیلومتر مربع مساحت و ۴۵۵ نفر جمعیت دارد و ۴۸۲ متر بالاتر از سطح دریا واقع شده‌است.